# Orustbjörnbär
Orustbjörnbär (Rubus infestus) är en rosväxtart som beskrevs av Carl Ernst August Weihe och Clemens Maria Franz von Boenninghausen. Orustbjörnbär ingår i släktet rubusar, och familjen rosväxter. Inga underarter finns listade i Catalogue of Life.

## Bildgalleri

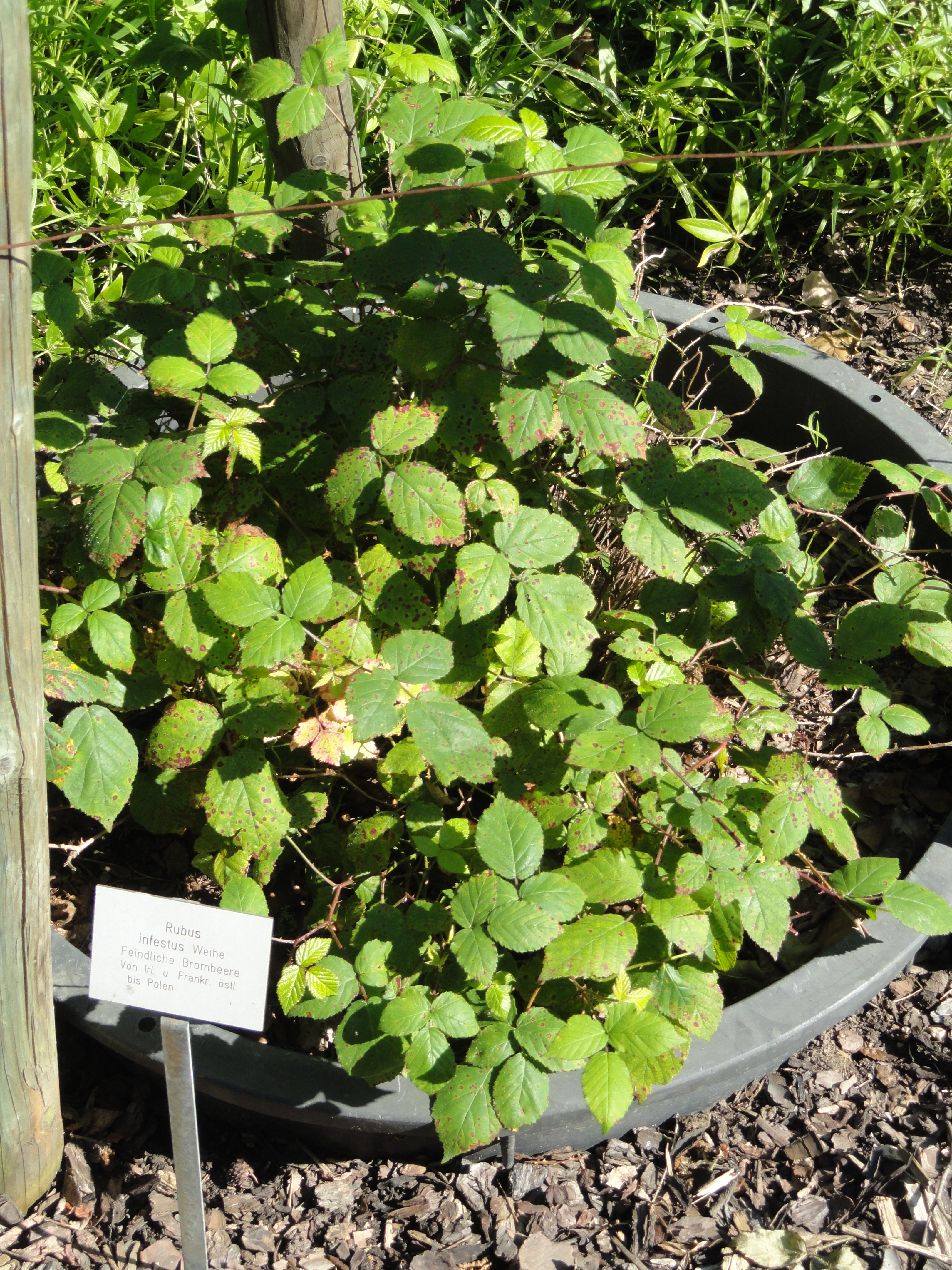